# Milt Schmidt
Milt Schmidt (Kitchener, Ontario, 1918. március 5. – Boston, Massachusetts, 2017. január 4.) kanadai jégkorongozó, edző.

## Pályafutása
1933-34-ben a Kitchener Empires, 1934 és 1936 között a Kitchener Greenshirts jégkorongozója volt. 1936 és 1942 között a Boston Bruins, 1942-43-ban az Ottawa RCAF Flyers, 1944-45-ben a Middleton RCAF, 1945 és 1955 között ismét a Boston Bruins játékosa volt. Legnagyobb sikereit a bostoni csapattal érte el, ahol két-két Stanley-kupa és Allan-kupa győzelemben volt része. Az 1939–40-es idényben a NHL gólkirálya lett.
1954 és 1966 között a Boston Bruins vezetőedzője volt. 1974 és 1976 között a Washington Capitals menedzsereként tevékenykedett.

## Sikerei, díjai
- NHL All-Star Csapat
  - első csapat: 1939–40, 1946–47, 1950–51
  - második csapat: 1951–52
- Hart-emlékkupa: 1950–51

 Boston Bruins
- Stanley-kupa
  - győztes: 1938–39, 1940–41
- National Hockey League
  - gólkirály: 1939–40
- Allan-kupa
  - győztes: 1941–42, 1942–43